# Tinh vân gió sao xung

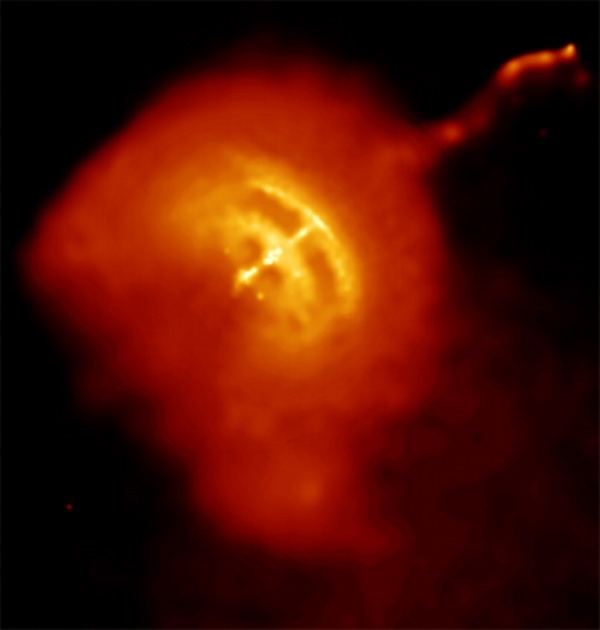
Sao xung Vela (giữa) và tinh vân gió sao xung ở xung quanh nó.

Tinh vân gió sao xung (đôi khi còn được gọi là plerion - lấy từ tiếng Hy Lạp "πλήρης", pleres, nghĩa là "đầy đủ"), là loại tinh vân đôi khi được tìm thấy bên trong lớp vỏ của tàn dư siêu tân tinh, năng lượng của nó lấy từ gió của một sao xung nằm tại vùng trung tâm. Những tinh vân này được đề xuất phân loại thành một kiểu tinh vân vào năm 1976, điểm khác biệt đến từ độ lớn sóng vô tuyến bên trong tàn tích siêu tân tinh. Kể từ đó, người ta phát hiện nhiều nguồn bức xạ khác được phát ra từ chúng như hồng ngoại, quang học, milimet, tia X và tia gamma.

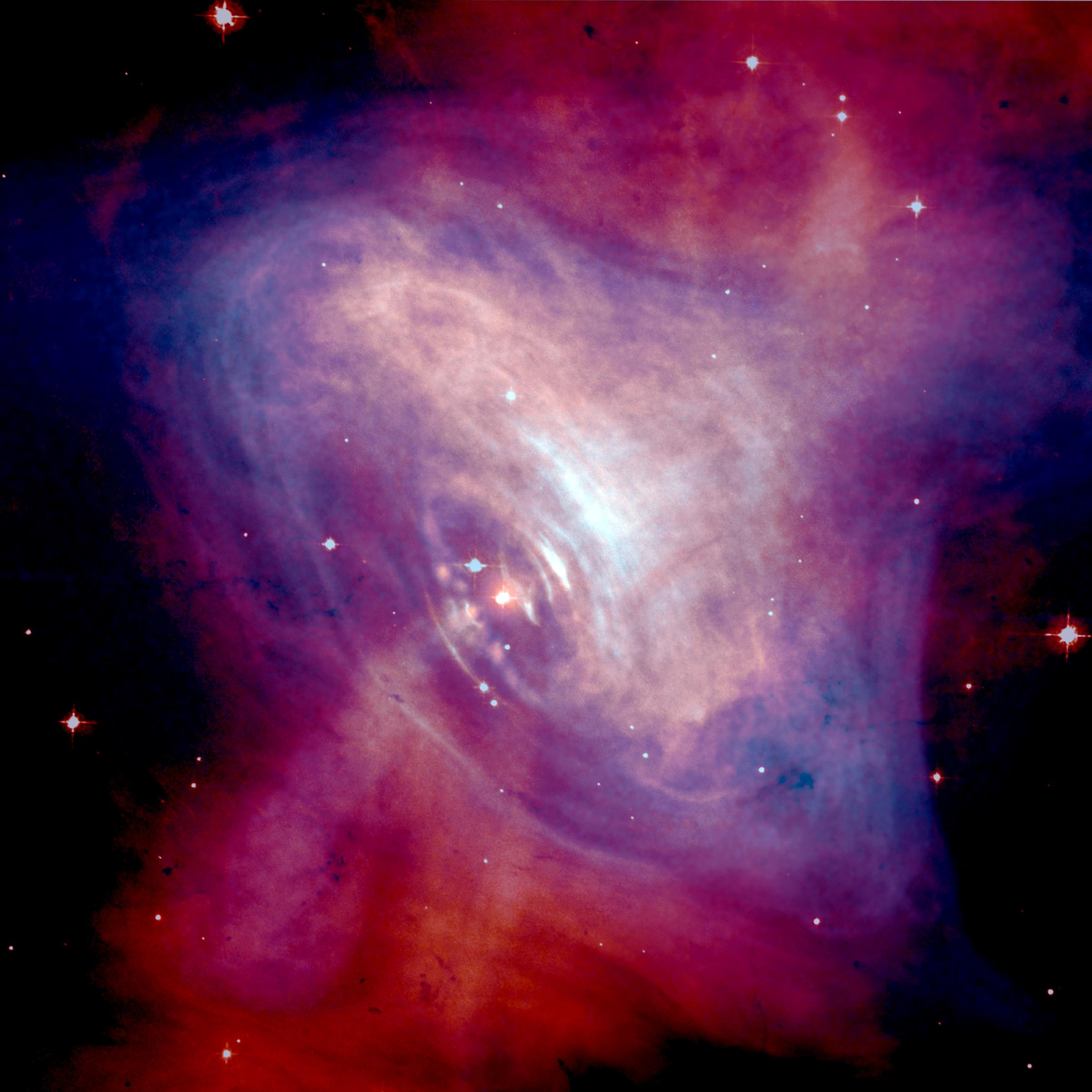
Bên trong Tinh vân Con Cua chúng ta thấy được tinh vân gió sao xung và ngôi sao màu đỏ nằm ở phần lõi là Sao xung Con Cua. Hình ảnh kết hợp dữ liệu quang học từ kính Hubble (màu đỏ) và dữ liệu tia X từ kính Chandra (màu xanh lam).

## Sự phát triển của tinh vân gió sao xung
Tinh vân gió sao xung phát triển qua các giai đoạn khác nhau. Tinh vân gió sao xung xuất hiện ngay sau khi một sao xung hình thành, và thường nằm bên trong một tàn tích siêu tân tinh, ví dụ như Tinh vân Con Cua, hoặc tinh vân trong Tàn tích siêu tân tinh Vela lớn. Khi tinh vân gió sao xung già đi, tàn dư siêu tân tinh tiêu tan và biến mất. Theo thời gian, các tinh vân gió sao xung có thể trở thành các tinh vân xung kích hình cung bao quanh các sao xung quay chậm hoặc sao xung miligiây.

## Đặc tính của tinh vân gió sao xung
Gió sao xung chứa các hạt tích điện (plasma) di chuyển nhanh đến một tốc độ tương đối, mà tốc độ này được tính bằng tốc độ quay của từ trường của sao xung trên 1 teragass (100 triệu tesla). Gió sao xung thường thổi vào môi trường liên sao xung quanh, tạo ra sóng xung kích theo phương đứng được gọi là 'xung kích chặn gió', ở đó gió giảm tốc độ xuống tốc độ tương đối thấp. Ngoài khu vực này, bức xạ synchrotron tăng lên trong dòng chảy từ hóa.
Tinh vân gió sao xung thường có các đặc tính sau:
- Độ sáng tăng dần về phía trung tâm, không có cấu trúc dạng vỏ sò như thường thấy trong các tàn tích siêu tân tinh.

- Thông lượng phân cực cao và chỉ số phổ phẳng trong dải vô tuyến, α=0–0,3. Chỉ số này dốc lên ở mức năng lượng tia X do sự thất thoát bức xạ synchrotron và trên trung bình có chỉ số photon tia X là 1,3–2,3 (chỉ số quang phổ là 2,3–3,3).

- Kích thước tia X thường nhỏ hơn kích thước vô tuyến và quang học của chúng (do thời gian tồn tại của synchrotron nhỏ hơn của các electron năng lượng cao hơn).[5]

- Chỉ số photon ở năng lượng tia gamma TeV là ~2,3.

Tinh vân gió sao xung có thể được dùng để thăm dò tương tác của sao xung/sao neutron với môi trường xung quanh chúng. Các tính chất độc đáo đó có thể dùng để suy ra hình dạng, năng lượng và thành phần của gió sao xung, vận tốc trong không gian của chính sao xung và các tính chất của môi trường xung quanh.